# روبرت ويليام ديفيدسون
روبرت ويليام ديفيدسون (بالإنجليزية: Robert William Davidson)‏ هو نحات أمريكي، ولد في 1904، وتوفي في 1982.